# Refugio de Correos
El refugio de correos, ubicado en el camino internacional, sector Juncal, fue construido en 1766 por orden de Don Ambrosio O'Higgins. Este refugio de correos es el único que sigue en pie de los ocho que construyeron entre 1766 a 1772, y se utilizó por última vez en 1910 con la llegada del ferrocarril trasandino. En 1984 fue declarado Monumento Nacional en la categoría de Monumento Histórico.  
Los refugios fueron construidos con paredes de piedra y puertas de madera reforzadas con cobre, teniendo una capacidad interior para 15 personas. El ingreso estaba regulado por una única llave, custodiada por los Corregidores del Valle del Aconcagua y de Mendoza.

## Historia
Este Monumento Nacional fue utilizado como refugio brindando protección para los mensajeros y viajeros que pasaban por el camino trasandino llevando encomiendas, noticias y documentos políticos entre Chile y Argentina, que por el clima no les facilitaba el paso, entregando una ruta segura.